# Jason Pinas
Jason Pinas is een Surinaams omroeper en journalist. Hij werkte als omroeper voor de Surinaamse Sky Radio en Radio Koyeba en is via ATV verdergegaan als reporter voor Suriname Herald en Suriname Observer en sinds de laatste helft van 2016 vooral voor De Ware Tijd.

## Biografie
Jason Pinas groeide op als derde kind in een arm gezin met vijf zoons en een dochter. Zijn vader werkte in de bosbouw; beide ouders waren analfabeet. Thuis was er soms geen eten. Hij groeide op in de buurten Pontbuiten, Frederikshoop en Santodorp in Paramaribo, waar Surinamers uit verschillende bevolkingsgroepen bij elkaar wonen, en daarna in Wanica. Hij werd enkele malen van school gestuurd, maar kon niettemin goed leren. Nadat hij zijn vwo-diploma in Lelydorp behaalde, ging hij rechten studeren aan de Anton de Kom Universiteit. Het was de bedoeling dat hij zou gaan werken en leren. In de praktijk bleek dit lastig en hij verliet de universiteit om de financiële druk voor zijn moeder te verminderen. Die was vooral groot geworden nadat zijn vader aan één helft verlamd was geraakt.
Al sinds zijn kindertijd hield hij van muziek. Hij kwam dichter bij zijn droom om radio-dj te worden toen hij werd aangenomen bij de Surinaamse zender Sky Radio. Hij ging echter als omroeper aan het werk en, toen hij niet doorstroomde, besloot hij om als taxichauffeur aan het werk te gaan. Een ommekeer in zijn leven kwam toen zijn moeder in het ziekenhuis lag en hij zich realiseerde dat hij serieuzer moest gaan leven. Rond dezelfde tijd zag hij Paul Abena langs de weg staan. Pinas sprak hem aan en kreeg van Abena de kans om bij diens Radio Koyeba aan de slag te gaan als omroeper. Bij de Stichting ter Bevordering van de Journalistiek in Suriname volgde hij de basiscursus Omroep en TV en in 2016 de éénjarige journalistieke opleiding, die hij vanwege geldgebrek deels op afbetaling mocht volgen. Zijn stage liep hij bij ATV. Ondertussen kreeg hij de vraag om artikelen voor Suriname Herald en Suriname Observer te schrijven en rolde hij steeds verder het nieuwsvak in. Nog hetzelfde jaar maakte hij de overstap naar De Ware Tijd.
In december 2021 gebeurden twee dreigende incidenten die ook in het buitenland het nieuws haalden.

### Mishandeling door lijfwachten Brunswijk
Ronnie Brunswijk, de vicepresident van Suriname, was niet gecharmeerd van Pinas. In 2021 had hij vragen van Pinas al eens onbeantwoord gelaten, omdat hij niet wilde reageren op volgens hem lawlaw-vragen (idiote vragen).
Voor het gebouw van De Nationale Assemblée (DNA) maakte Pinas op 14 december 2021 foto's van Brunswijk. Die riep hem toe dat hij niet in zijn auto foto gefotografeerd wilde worden, maar Pinas liet weten dat hij zijn werk deed op een openbare plek en daardoor het recht had om dat wel te doen. Toen Brunswijk uit zijn auto kwam en Pinas een paar meter terugdeinsde, nam een beveiliger hem van achteren in een wurggreep en gooide hem naar de grond. Pinas wilde eerst zijn telefoon niet loslaten, totdat een beveiliger op zijn hand stapte. Na de aanval door de lijfwachten deed Pinas aangifte bij de politie. Pinas kreeg twee dagen later zijn telefoon terug.
Brunswijk verklaarde daarna onterecht in DNA dat Pinas binnenin zijn auto zou zijn geweest. Daarbij deed hij alsof hij niet verantwoordelijk was voor de aan hem ondergeordende beveiligers. Surinaamse journalisten hielden na het incident wekenlang protestdemonstraties voor meer veiligheid voor journalisten en persvrijheid, zowel voor het gebouw van DNA als voor het Frank Essed Gebouw waar het Kabinet van de Vicepresident zetelt. Ook besloten ze om de vicepresident twee maanden lang te boycotten door niet over hem te berichten.
Het incident haalde niet alleen het nieuws in het buitenland, maar was ook onderwerp van zorg in het 2021 Country Reports on Human Rights Practices van het Amerikaanse ministerie van Buitenlandse Zaken.
De beveiligers kregen in juli 2022 een voorwaardelijke gevangenisstraf opgelegd van drie maanden. Pinas kreeg een schadevergoeding toegekend van 28.000 SRD, omgerekend 1.250 euro.

### Handgranaten onder de auto
In de ochtend van 30 december 2021 schrok Pinas toen hij twee handgranaten onder zijn auto vond die aan elkaar geplakt waren met ducttape. Nog per dezelfde dag besloot president Santokhi om Pinas persoonlijke beveiliging aan te bieden met surveillance. Collega-journalisten reageerden geschokt op het nieuwe geweldsincident rond Pinas. Opnieuw volgde protest, met leuzen als Wij zijn Jason Pinas, Geen democratie zonder vrije pers en Keba nanga lawlaw sani! (Genoeg met onzinnige zaken!). Het werd niet bekend wie de handgranaten plaatste (stand april 2024).
In mei 2022 kwam Verslaggevers Zonder Grenzen met de nieuwe jaarlijkse World Press Freedom Index, oftewel de graadmeter voor de persvrijheid in de wereld. Suriname viel in één jaar tijd 33 plaatsen naar beneden, van 19 naar 52.
President Santokhi meldde in mei 2023 dat de betreffende handgranaten uit dezelfde bron kwamen als wapens bij andere geweldsincidenten in Suriname. Die voorbeelden waren de granaat op de binnenplaats van het Kantongerecht in januari 2023, de handgranaat en kogels tegen de woning van een luchtvaartondernemer in april 2023 en de wapens tijdens de gewelddadige protesten rond Pikin Saron in mei 2023.

### Overig
In januari 2022 trad Pinas aan als secretaris van de Surinaamse Vereniging van Journalisten.
Op 13 februari 2024 werd hij in Rotterdam door Satya Dharma onderscheiden met een speciale plaquette en de SuRo-speld (SurinameRotterdam). Hij werd gehuldigd met de volgende woorden: "Op vrij jonge leeftijd heeft de heer Pinas zich ontwikkeld tot een actieve journalist die de democratie van Suriname op een hoger niveau wil brengen. Hij laat zich niet intimideren door barrières op het journalistieke pad."